# Pseudogobio vaillanti
Pseudogobio vaillanti är en fiskart som först beskrevs av Sauvage, 1878.  Pseudogobio vaillanti ingår i släktet Pseudogobio och familjen karpfiskar. IUCN kategoriserar arten globalt som livskraftig. Inga underarter finns listade i Catalogue of Life.